# Traian Bratu

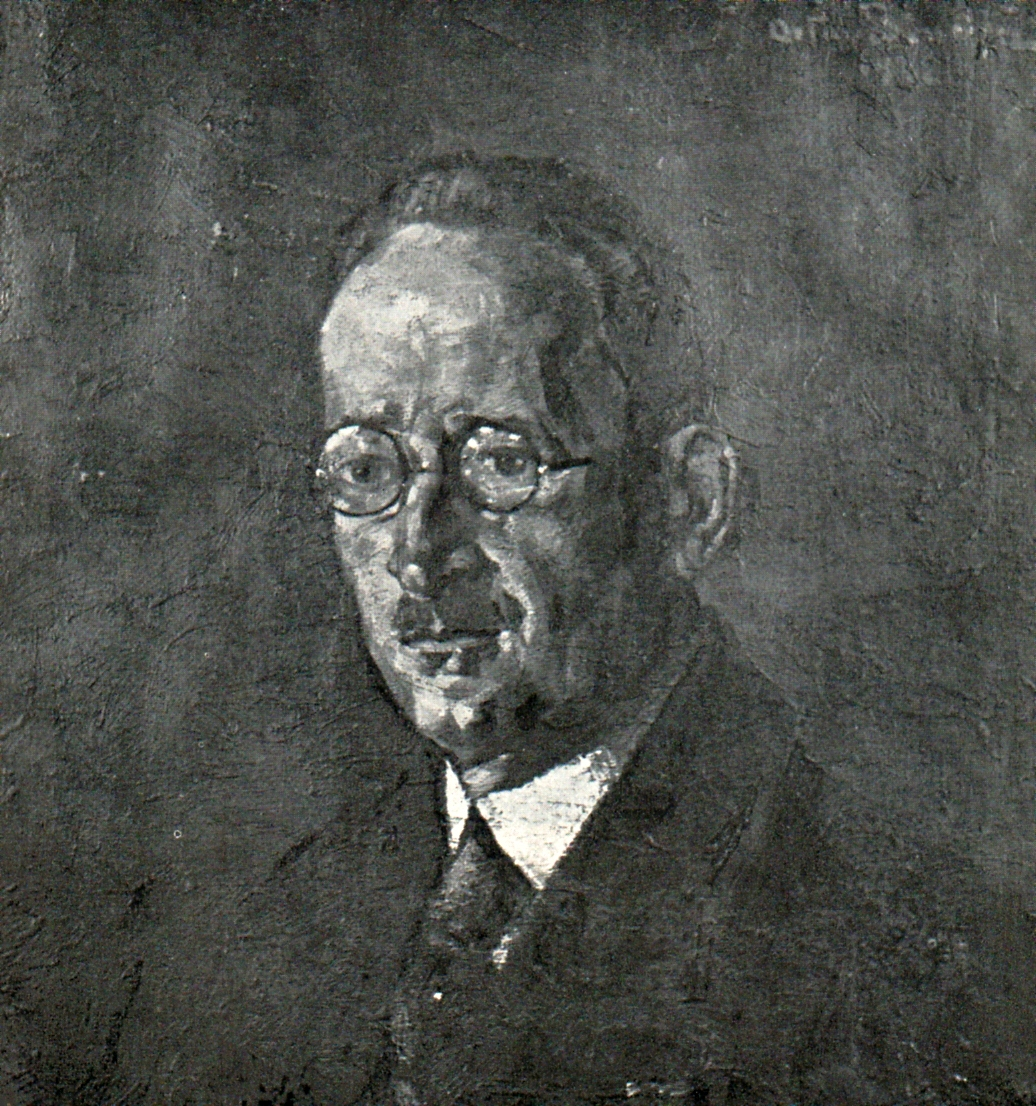
Traian Bratu - portret de Octav Băncilă (foto a/n)

Traian Bratu (n. 25 octombrie 1875, Rășinari, comitatul Sibiu, Austro-Ungaria — d. 21 iulie 1940, București, Regatul României) a fost un germanist român, decan al Facultății de Filologie din Iași, apoi rector al Universității din Iași. 
A urmat cursurile Facultății de Litere și Filosofie din București și din Berlin. Cursurile facultății din București le-a absolvit în 1898, devenind licențiat. 
Traian Bratu a fost un timp profesor de limba germană la Liceul Național din Iași. În 1907 a fost promovat doctor la Berlin, după care, la 22 octombrie 1907 devine titular al conferinței de germanistică la Universitatea din Iași, iar la 16 august 1916 este numit profesor.
Traian Bratu a fost ales rector al Universității din Iași în 1921-1922 și, din nou, în 1932-1938.
S-a implicat în direcția integrării minorităților în Regatul României, sens în care l-a promovat pe sasul Karl Kurt Klein ca asistent al său la Iași.
În perioada 23 decembrie 1928 - 30 aprilie 1931, Traian Bratu a fost președintele Senatului României.
Traian Bratu a fost simpatizant al stângii moderate și membru, din 1928, al PNȚ. S-a afirmat ca adversar al totalitarismului național-legionar, motiv pentru care a fost victima unui atentat săvârșit asupra sa în plină stradă, pe 1 aprilie 1936. Atentatul a avut loc înainte de deschiderea Congresului studenților legionari (3-5 aprilie), după ce Traian Bratu împreună cu alte personalități, între care Constantin Angelescu, ministrul Instrucției de la acea vreme, se împotriviseră desfășurării adunării respective.
La 1 martie 1937 a fost din nou atacat și rănit de trei necunoscuți, tăindu-i o ureche. În data de 2 martie Corneliu Zelea Codreanu a dat un comunicat în care a arătat că „Mișcarea Legionară nu are nici o legătură cu incidentul penibil în care Traian Bratu a fost rănit.” La 1 februarie 1938, sunt judecați zece studenți acuzați a-l fi rănit pe rectorul Traian Bratu și sunt achitați.
S-a retras din rectorat în anul 1938 și a decedat doi ani mai târziu.
Biblioteca seminarului de germanistică din Iași îi poartă numele.

## Scrieri
- Poezia lirică a lui Fonque, Iași, 1909
- Modul de a lucra a lui Schiller, Iași, 1909
- Creațiunea poetică. Cu deosebită privire asupra clasicilor germani : Studiu de poetică, Iași, 1909.
- Ernst Zahn, o evoluție de scriitor, Iași, 1912
- Cu privire la învățământul limbilor străine în școlile secundare, Iași, 1916
- Politica națională față de naționalități. Note și observațiuni, Cultura națională, București, 1923
- Goethe: Steila, Clavigo, Egmont. Trei tragedii în proză. București, 1925
- Gramatica limbii germane, București, Editura Cartea Românească, 1935
- Cărțile populare germane la români, Leipzig, 1936
- Manual de limbă germană- clasa a V a secundară, București, 1936
- Din înțelepciunea lui Goethe, București, 1937